# Molotov-Ribbentroppact
Het Molotov-Ribbentroppact (officieel het Niet-aanvalsverdrag tussen Duitsland en de Sovjet-Unie; Duits: Nichtangriffsvertrag zwischen Deutschland und der Union der Sozialistischen Sowjetrepubliken; Russisch: Договор о ненападении между Германией и Советским Союзом, Dogovor o nenapadenii mezjdoe Germanijej i Sovetskim Sojoezom) was een niet-aanvalsverdrag tussen nazi-Duitsland en de Sovjet-Unie, gedateerd op 23 augustus 1939, maar eigenlijk ondertekend te Moskou in de vroege uren van 24 augustus, genoemd naar de ondertekenaars, de Duitse minister van Buitenlandse Zaken Joachim von Ribbentrop en zijn Sovjetcollega Vjatsjeslav Molotov. De overeenkomst bevat slechts 280 woorden, maar heeft een geheimgehouden aanhangsel.
Zonder dit pact had Adolf Hitler zijn oorlog met Polen (en daarmee de Tweede Wereldoorlog) niet kunnen starten, omdat hij dan een groot risico zou gelopen hebben op twee fronten oorlog te moeten voeren, gezien de dreigementen van het Verenigd Koninkrijk en Frankrijk in geval van een aanval op Polen en de voorheen zeer slechte verhouding met de bolsjewieken in de Sovjet-Unie.

## Voorgeschiedenis
De in Duitsland aan de macht zijnde NSDAP was fel anticommunistisch en propageerde bovendien lebensraum, het verwerven van koloniën in het oosten ten koste van onder andere Rusland. Bovendien werden Slavische volkeren als minderwaardig beschouwd. Hitlers geostrategische doel was daarom neutraliteit of zelfs een bondgenootschap met de westelijke geallieerden, terwijl in het oosten met de Sovjet-Unie zou worden afgerekend. Hierdoor zou Duitsland over een vergrote productiecapaciteit beschikken, en tevens met een strategische en ideologische tegenstander afrekenen. De Sovjet-Unie had Duitsland al vrij snel als een bedreiging erkend, en communistische partijen reageerden fel op de haat en vervolgingen van de nazi's.
Stalin kreeg internationaal echter nul op het rekest, zelfs na toetreding tot de Volkenbond. Centraal-Europese landen, zoals Polen en de Baltische staten, zagen de Sovjet-Unie als een even grote bedreiging als nazi-Duitsland waarna de Sovjet-Unie toenadering zocht in West-Europa, vooral bij Groot-Brittannië en Frankrijk. Ook hier echter was de angst voor het communisme, en samengaand wantrouwen tegen de Sovjet-Unie, diepgeworteld. Deze landen lieten de Sovjet-Unie buiten de onderhandelingen die uitmondden in het Verdrag van München in 1938, en ook latere onderhandelingen leidden niet tot resultaat. De Britten en Fransen stuurden slechts lage officieren, wat door de Sovjets als beledigend werd ervaren; het westen leek de Sovjet-Unie niet serieus te nemen. Bovendien was er ook een sterk wantrouwen onder de leiders van de Sovjet-Unie jegens de Westelijke geallieerden; men herinnerde zich nog hun interventies en steun aan de Witten tijdens de Russische Burgeroorlog. Bovendien stond het Britse liberale vrijemarktdenken haaks op de communistische ideologie. Het gevolg was dat Stalin toenadering zocht tot Duitsland.
Duitsland was van zijn kant door de eigen oorlogszuchtige opstelling in internationaal politiek opzicht vrij geïsoleerd komen te staan. Toen de verhouding met Polen verslechterde en dit land een Frans-Engelse garantie kreeg werd het duidelijk dat serieus rekening gehouden moest worden met een herhaling van de situatie uit de Eerste Wereldoorlog; een tweefrontenoorlog gecombineerd met een Britse zeeblokkade. De Duitse leiders herinnerden zich nog al te goed hoe fataal deze combinatie uiteindelijk voor Duitsland werd, temeer daar de gemoderniseerde oorlogsvoering nu nog meer van productie en aanvoer afhankelijk was dan in 1914-1918.
Beide zijden hadden al eerder, toen ze in de jaren '20 als internationale paria's golden, met elkaar samengewerkt op grond van het Verdrag van Rapallo. Wederom deed zich de situatie voor dat beide zijden, hoewel ideologisch zeer verschillend, geen behoefte hadden aan een onderlinge vijandige verstandhouding, en tijdelijk deze geschillen opzijzetten. Bovendien hadden kopstukken aan beide kanten de voordelen van een pact onderkend. Nadat de onderhandelingen tussen de Sovjet-Unie en de geallieerden vast waren gelopen, raakten de onderhandelingen tussen de Sovjet-Unie en Duitsland in de zomer van 1939 in een stroomversnelling.
De gesprekken tussen de regeringen van Duitsland en de Sovjet-Unie gingen in eerste instantie via economische relaties. Niet alleen wegens de grote economische behoeften van beide landen, maar ook omdat diplomatieke contacten verbroken waren na de oprichting van het Anti-Kominternpact door Duitsland en Japan. In juli en augustus waren de economische gesprekken ver gevorderd. Hierna werden mogelijkheden besproken voor een politiek verdrag. Vanuit de Sovjet-zijde werd aangegeven dat dit pas kon gebeuren nadat een economische overeenkomst was gesloten. Rond 10 augustus waren de laatste details van de economische overeenkomst afgehandeld, maar vanuit de kant van de Sovjet-Unie werd de ondertekening vertraagd totdat het zeker was dat er ook een politiek verdrag zou komen. Duitsland en Sovjet-Unie ondertekende de economische overeenkomst op 19 augustus waarmee de handel tussen de Sovjet-Unie en nazi-Duitsland vergroot werd. Vier dagen later werd het Molotov-Ribbentroppact ondertekend.

## Het pact

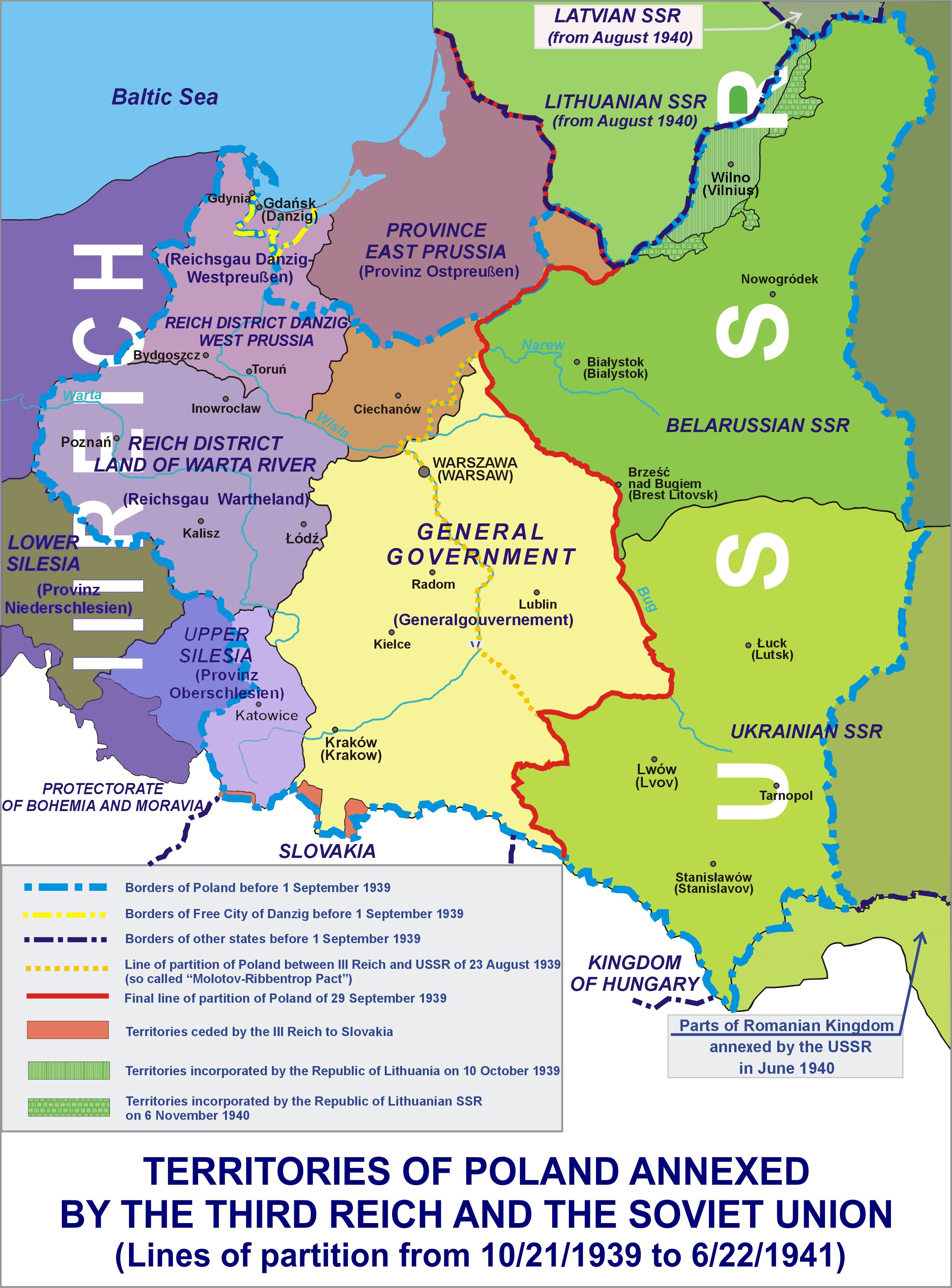
Verdeling van Polen tussen Duitsland (paars) en de Sovjet-Unie (groen). De rode lijn markeert de uiteindelijke scheiding tussen beide machten op 29 september 1939.

Het pact was een niet-aanvalsverdrag, waarin de twee landen afspraken elkaar niet aan te vallen, en dat ook niet te doen als een van beide door een derde land zou worden aangevallen. Voor de Duitse leider Hitler was dat laatste van groot belang. Duitsland was van plan Polen binnen te vallen, waarvan de neutraliteit gegarandeerd werd door het Verenigd Koninkrijk. Een Engelse reactie was dus te verwachten, en om een oorlog op twee fronten te voorkomen werd het verdrag gesloten met de communistische vijand. Ideologische belangen werden terzijde geschoven voor pragmatische belangen. Japan reageerde hier zeer geïrriteerd op, mede vanwege de eigen militaire plannen tegen de Sovjet-Unie en hun interesse in Mongolië en Siberië.
Het niet-aanvalsverdrag bleek slechts een deel van het pact te vormen. Pas in 1947 tijdens de Processen van Neurenberg, raakte bekend dat in geheime protocollen (aanhangsels) afspraken waren gemaakt over de grenzen van de invloedssferen van de twee partijen, na een toekomstige 'territoriale en politieke herschikking'. Polen werd tussen de twee ondertekenaars verdeeld, de Baltische staten Finland, Republiek Estland, Litouwen en Letland kwamen in de Sovjetsfeer, evenals delen van Roemenië (Bessarabië en de noordelijke Boekovina). Hiermee herstelde de Sovjet-Unie in belangrijke mate de grenzen van het tsaristische Rusland gedurende de 19e eeuw. Daarvoor waren de meeste van die gebieden nooit onderdeel geweest van tsaristisch Rusland. De gebieden die de Sovjet-Unie aan het eind van de Eerste Wereldoorlog aan Duitsland had moeten afstaan en bij de Vrede van Versailles aan Polen waren toegewezen werden opnieuw door de Sovjet-Unie geannexeerd.
Het ironische van de opdeling van Polen in 1939 was, dat Duitsland daarmee het niet-aanvalspact met Polen schond. Dat pact had Polen in 1934 met Duitsland afgesloten om de ongezonde belangstelling van Duitsland af te wenden in de richting van Frankrijk en Groot-Brittannië.
Het samenspannen van de Sovjet-Unie en Duitsland sloeg in heel Europa in als een bom. Ook in Duitsland zelf was er verbazing en kritiek. Hoe kon Hitler, na jarenlang tegen het communisme gefulmineerd te hebben, een verdrag met zijn aartsvijand afsluiten? Ook veel nazi's, die uitgesproken anti-communistisch waren (zoals Alfred Rosenberg), waardeerden dit verdrag met de 'aartsvijand', niet. Hitler zelf zei op de dag van ondertekening daarover:
"U weet dat Rusland en Duitsland door twee verschillende leren geregeerd worden. Er was maar één probleem, dat opgelost moest worden. Duitsland is niet van plan zijn leer te exporteren. Op het moment waarop Sovjet-Rusland er niet meer aan denkt zijn leer naar Duitsland te exporteren, op datzelfde moment zie ik geen aanleiding meer, dat wij ook nog maar eenmaal tegenover elkaar positie moeten innemen".

## Duitsland en de Sovjet-Unie verdelen Europa

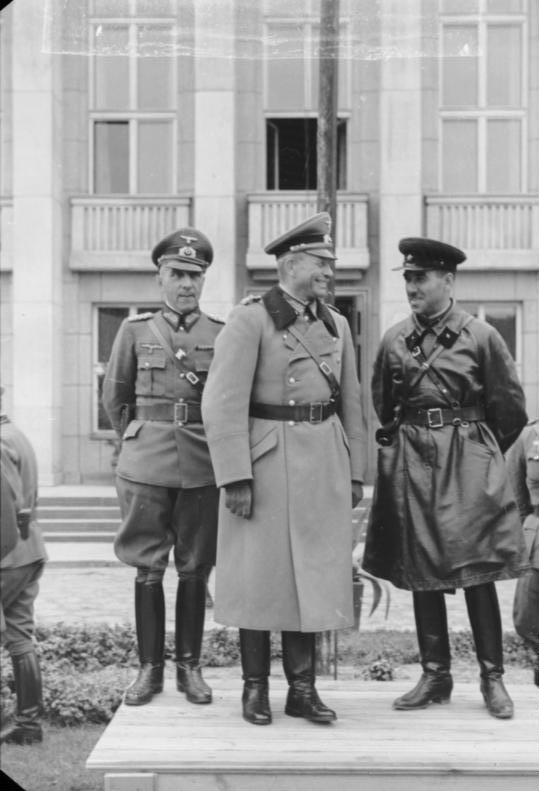
De Duitse generaal Heinz Guderian en de Russische generaal Semjon Krivosjein (ru: Семён Моисеевич Кривошеин) bij een gemeenschappelijke overwinningsparade in Brest-Litovsk

Een week na de ondertekening viel Duitsland op 1 september 1939 Polen binnen en begon de Tweede Wereldoorlog. Op 17 september 1939 viel de Sovjet-Unie Polen uit het oosten binnen om haar deel van de buit binnen te halen: het land dat de Russen waren kwijtgeraakt in de Pools-Russische Oorlog van 1919-1921. De Russische legers ontmoetten de Duitse, en vierden hun samenwerking met een grote parade in Brest-Litovsk, dat nu opnieuw een Russische stad aan de Duitse grens was geworden. Op orders van Stalin werden vervolgens tienduizenden Poolse officieren en intellectuelen vermoord in Katyn, met het oog op het breken van het Poolse verzet tegen de Russische overheersing. Anderhalf miljoen Polen, namelijk alle Polen die in het terug genomen gebied woonden, werden daarnaast verbannen naar Siberië. De Duitse legers die ver naar het oosten waren opgerukt trokken zich terug achter de demarcatielijn, wat aanleiding was tot gemor onder Duitse generaals die (uiteraard) de geheime protocollen bij het verdrag niet kenden.
De volgende stap was de bezetting door de Sovjet-Unie van Estland en Letland. Ook Litouwen werd door de Sovjets bezet: dit land was conform het pact aanvankelijk aan Duitsland toegewezen, maar het werd (met uitzondering van het reeds door Duitsland bezette Memelland) geruild tegen een gebied in Centraal-Polen. Later zouden Finland en delen van Roemenië volgen. Al deze gebieden hadden aan het tsaristische Rusland toebehoord. Duitsland bezette een half jaar later Denemarken en Noorwegen (Operatie Weserübung), en verzekerde zich van dominantie over de Balkan. Hoewel Duitsland en de Sovjet-Unie elkaar in dezen niet tegenwerkten, begon het op het laatst een wedloop te worden wie het eerst het meest kon bezetten. Na de Winteroorlog tussen de Sovjet-Unie en Finland nam de irritatie van Duitse zijde verder toe, terwijl het de Russen niet zinde dat Hitler de Balkan voor hen 'op slot' had gegooid.

### Einde van het pact
In de herfst van 1940, na de verovering van grote delen van West-Europa (respectievelijk de operaties Fall Gelb en Fall Rot) vond een serie gesprekken tussen beide partijen plaats. Hitler had nog steeds belangstelling voor samenwerking met Stalin, en hoopte dat deze wellicht de pragmatische samenwerking zou voortzetten. Stalin stuurde Molotov naar Berlijn. Deze eiste echter invloed in de Balkan, en een militaire basis aan de Bosporus. Een Russische militaire basis op dit punt, vanwaar de Sovjet-Unie haar invloed kon uitbreiden naar Turkije, de Balkan en in het bekken van de Middellandse Zee, was voor Hitler onacceptabel. Besloten werd tot een aanval op de Sovjet-Unie en dit tot grote ergernis van Friedrich-Werner Graf von der Schulenburg die van mening was dat Hitlers beslissing om de Sovjet-Unie aan te vallen "gestoord" was. In de herfst van 1940 werden in het diepste geheim de eerste Duitse divisies van Frankrijk naar Polen overgeplaatst. Op 22 juni 1941 viel Duitsland de Sovjet-Unie aan, waarmee het pact als opgeheven kon worden beschouwd.
Er bestaan lezingen dat Stalin op zijn beurt eveneens een aanval op Duitsland voorbereidde maar door Hitlers (eerdere) aanval werd verrast. In tegenspraak hiermee is onder andere het feit dat de oprukkende Duitse troepen nog goederentreinen tegenkwamen, die als gevolg van onderlinge economische overeenkomsten op weg waren naar Duitsland.

## Ontkenning van de geheime protocollen
De Sovjet-Unie bleef jarenlang ontkennen dat het Pact ooit een geheim protocol had bevat. De tekst van de geheime protocollen werd in de Sovjet-Unie pas in augustus 1988 voor het eerst gepubliceerd, en wel in de Estse krant Rahva Hääl. Dat het in Estland gebeurde, was niet verwonderlijk, want daar was net een beweging op gang gekomen voor herstel van de onafhankelijkheid. Pas op 24 december 1989 gaf de Sovjet-Unie officieel het bestaan van de geheime protocollen toe.